# ナショナル・ギャラリー (ワシントン)
ナショナル・ギャラリー・オブ・アート（英: National Gallery of Art、略称はNGA）は、アメリカ合衆国ワシントンD.C.にある国立美術館である。日本では、ワシントン・ナショナル・ギャラリーなどとも呼ばれる。

## 概要
このナショナルギャラリーは1937年、銀行家アンドリュー・メロンが、美術館設立のための基金と、自身の美術コレクションを連邦政府に寄贈したことに始まる。1941年に大理石造の美術館（西棟）が完成し、1978年には現代美術展示のための新館（東棟）が完成している。メロンは、財務長官、駐イギリス大使なども務めたが、駐イギリス大使としてロンドンに滞在中、ロンドンのナショナルギャラリーを参観。母国アメリカにも同様の国立美術館を造りたいとの夢を実現させたものである。誰でも入れる美術館を目指し、開館より入場無料。なお、本美術館の周辺にはスミソニアン博物館群が広がっており、本美術館同様に入場無料であるが、本美術館の運営はスミソニアン協会に拠っていない。
建物は西棟と東棟に分かれており、西棟は20世紀初頭までの伝統的な絵画・彫刻作品を展示、東棟は現代美術中心の展示となっている。西棟の西側には彫刻庭園があり、ジョアン・ミロやロイ・リキテンスタインの作品が展示されている。

## 主な収蔵品
Category:ナショナル・ギャラリー (ワシントン) の所蔵品も参照

ヤン・ファン・エイク『受胎告知』1434年-1436年頃
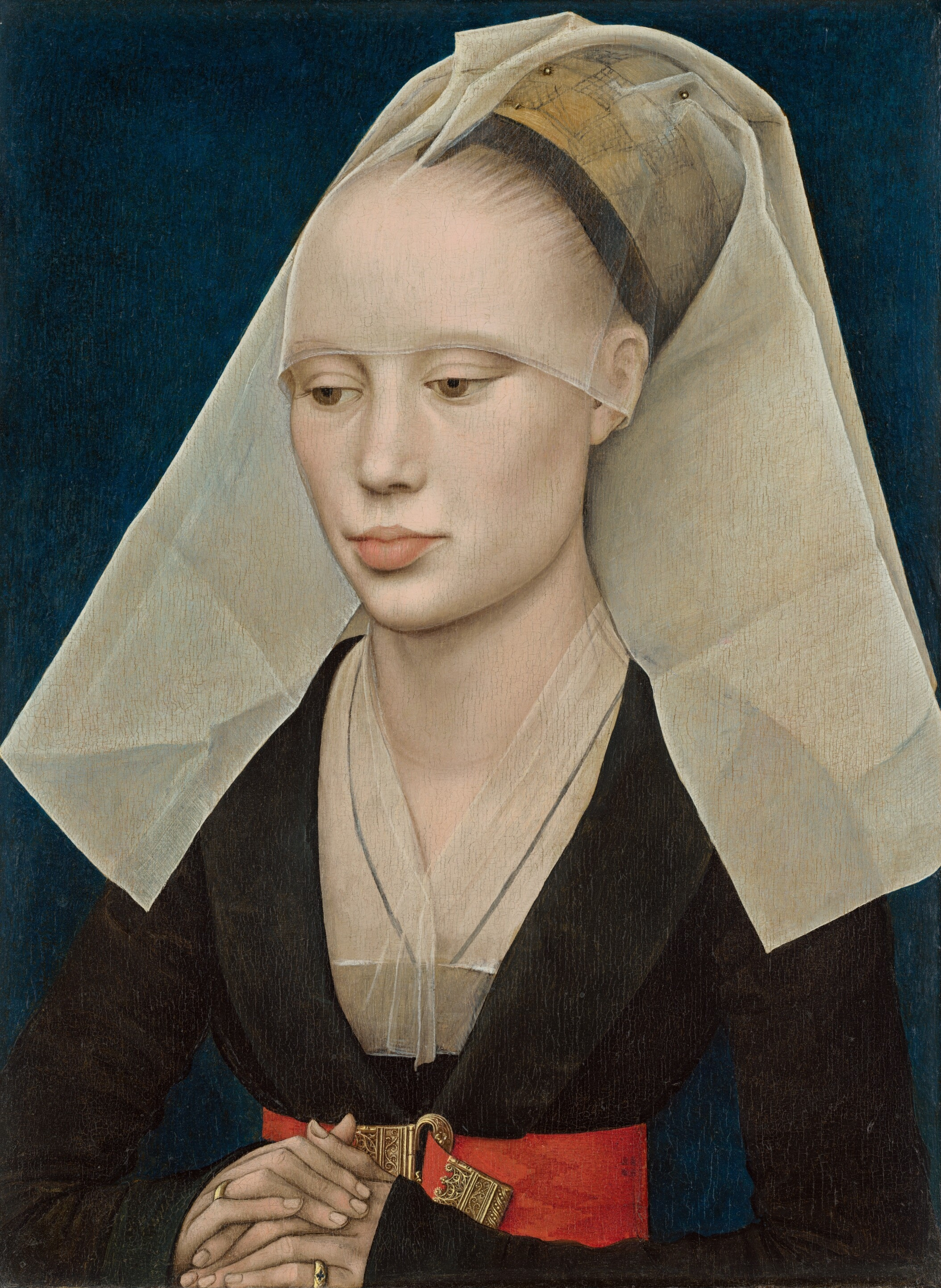
ロヒール・ファン・デル・ウェイデン『女性の肖像』1460年頃
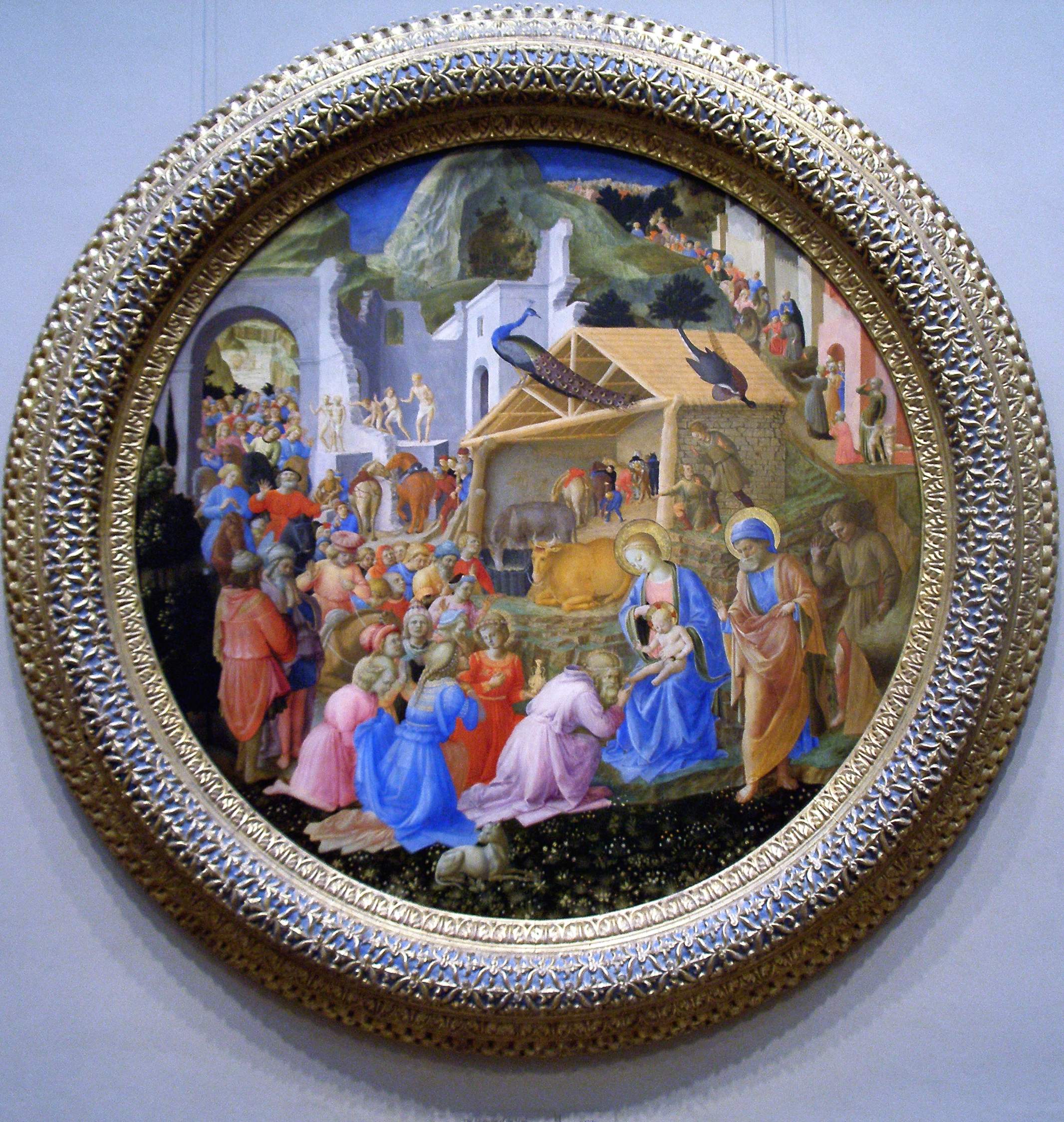
フィリッポ・リッピ 『東方三博士の礼拝』1440年-1460年頃
レオナルド・ダ・ヴィンチ『ジネヴラ・デ・ベンチの肖像』1474年-1478年頃
ヒエロニムス・ボス 『守銭奴の死』1485-1490年頃
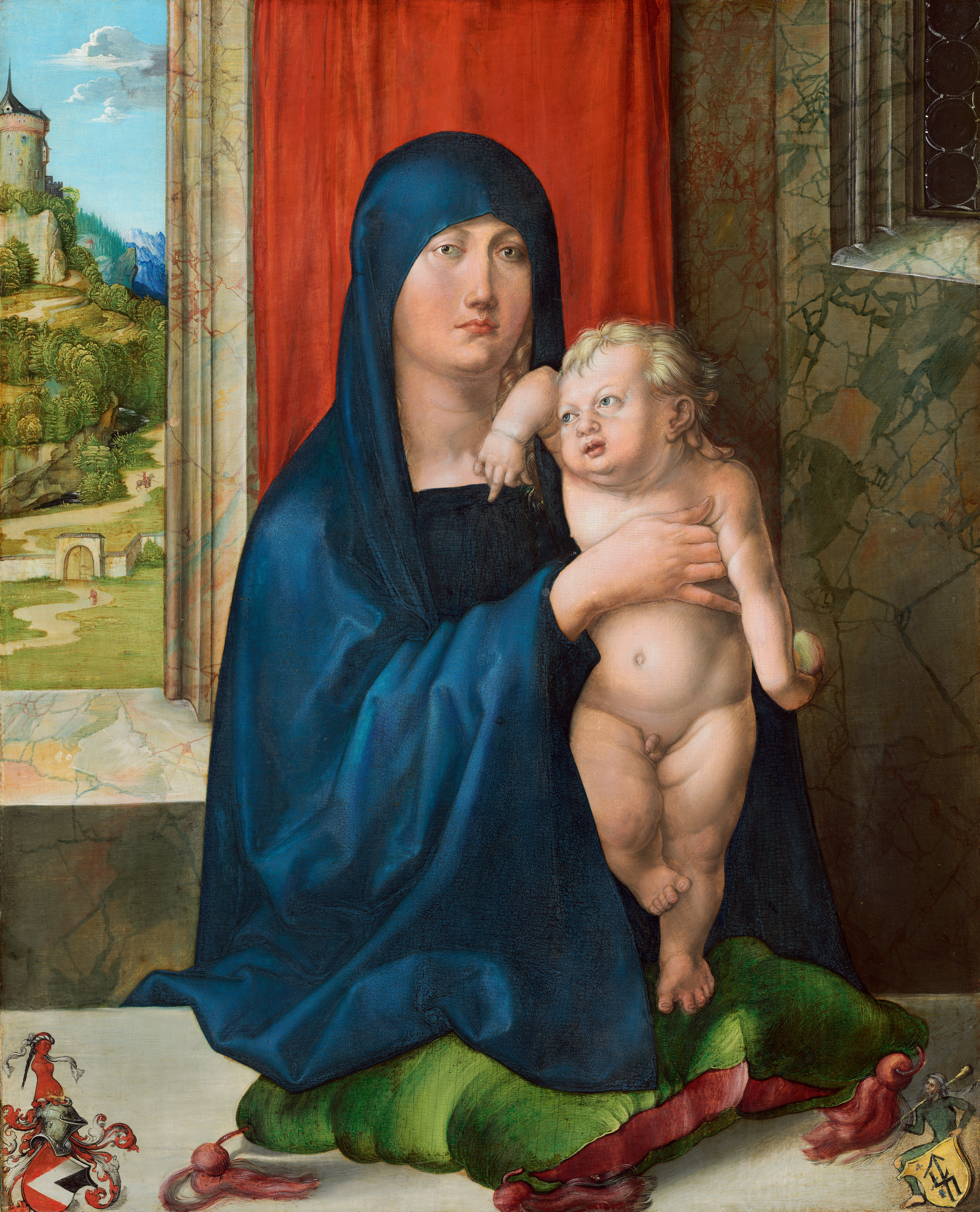
アルブレヒト・デューラー 『ハラーの聖母』1496-1499年頃
ラファエロ・サンティ 『カウパーの小聖母』1505年頃
ラファエロ・サンティ 『アルバの聖母』1510年頃
ラファエロ・サンティ 『ビンド・アルトヴィーティの肖像』1515年頃
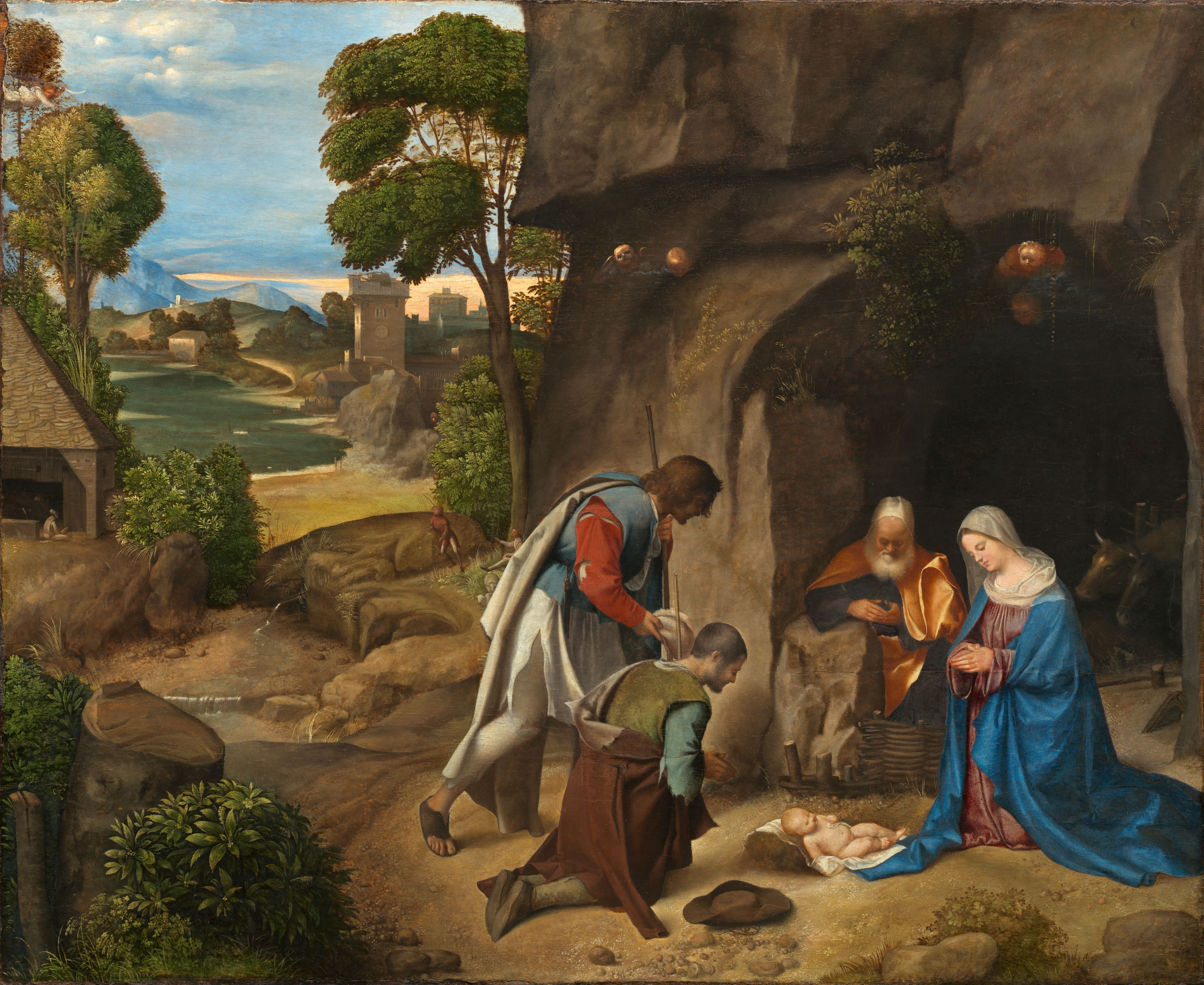
ジョルジョーネ『羊飼いの礼拝』1505年-1510年頃
ティツィアーノ・ヴェチェッリオ『鏡を見るヴィーナス』1555年頃
エル・グレコ 『ラオコーン』1610年-1614年頃
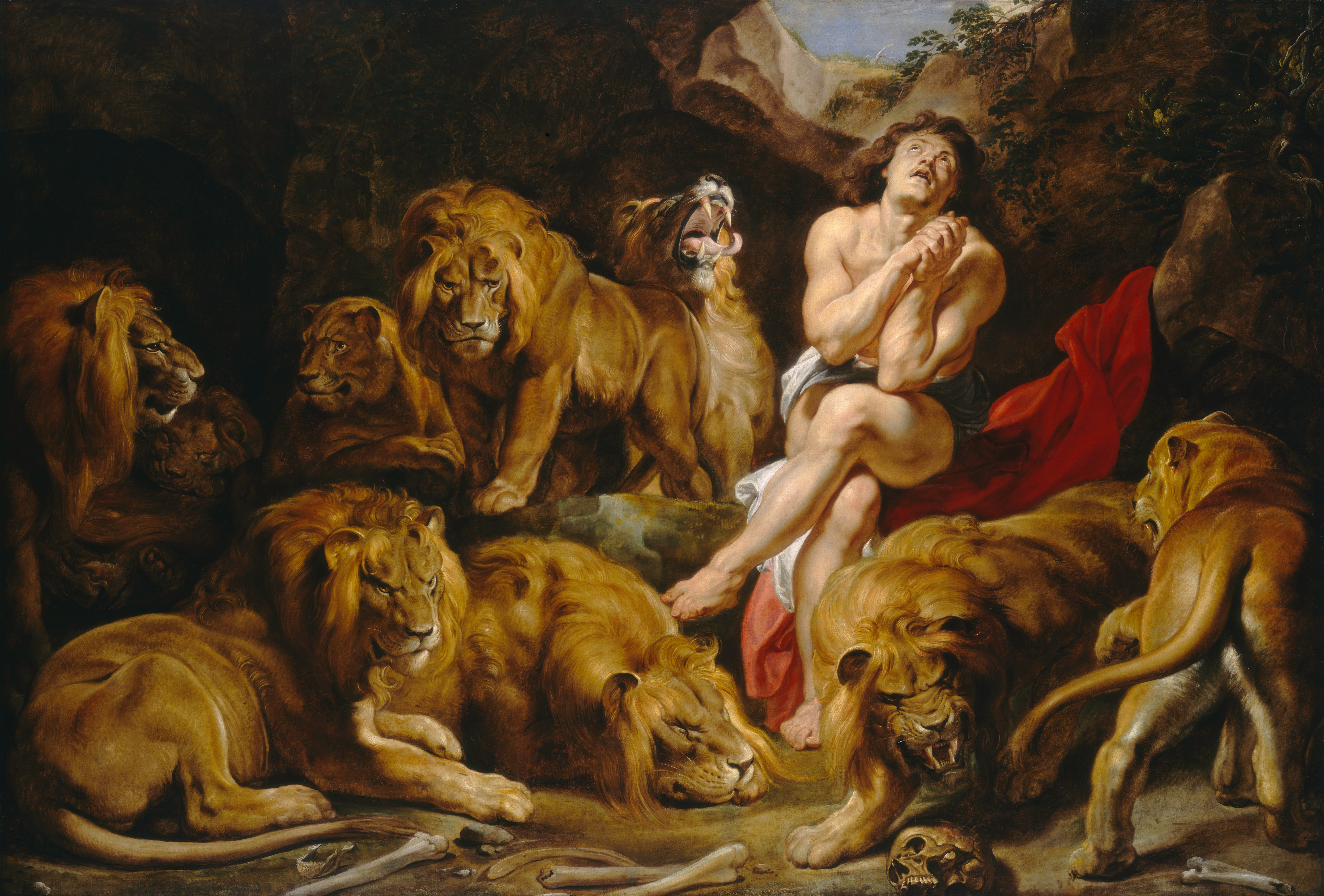
ピーテル・パウル・ルーベンス『ライオンの穴の中のダニエル』1615年
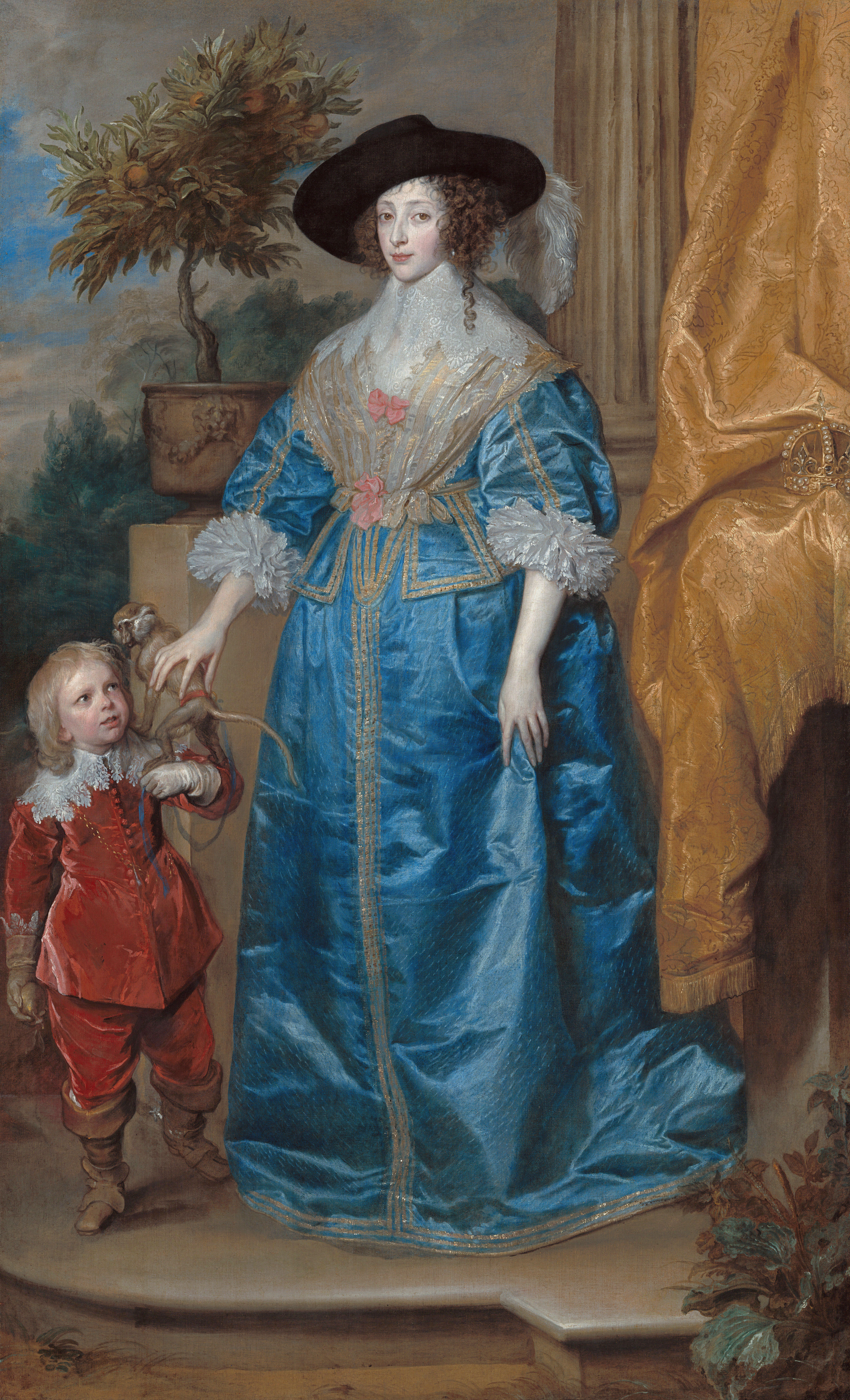
アンソニー・ヴァン・ダイク『王妃ヘンリエッタ・マリアと小人ジェフリー・ハドソン卿の肖像』1633年
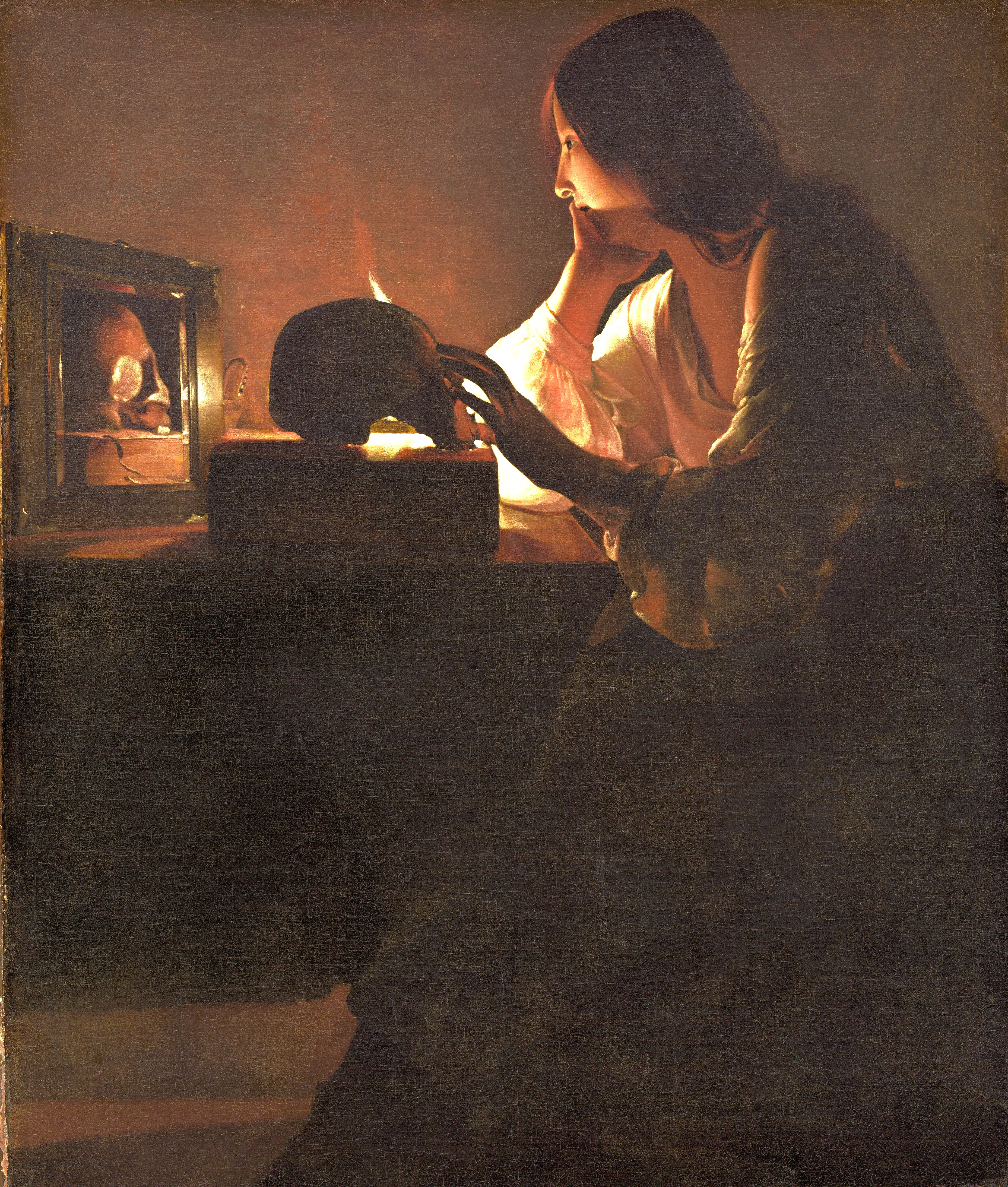
ジョルジュ・ド・ラ・トゥール『鏡の前のマグダラのマリア (悔悛するマグダラのマリア)』1635年-1640年頃
レンブラント・ファン・レイン『風車』1645年-1648年頃
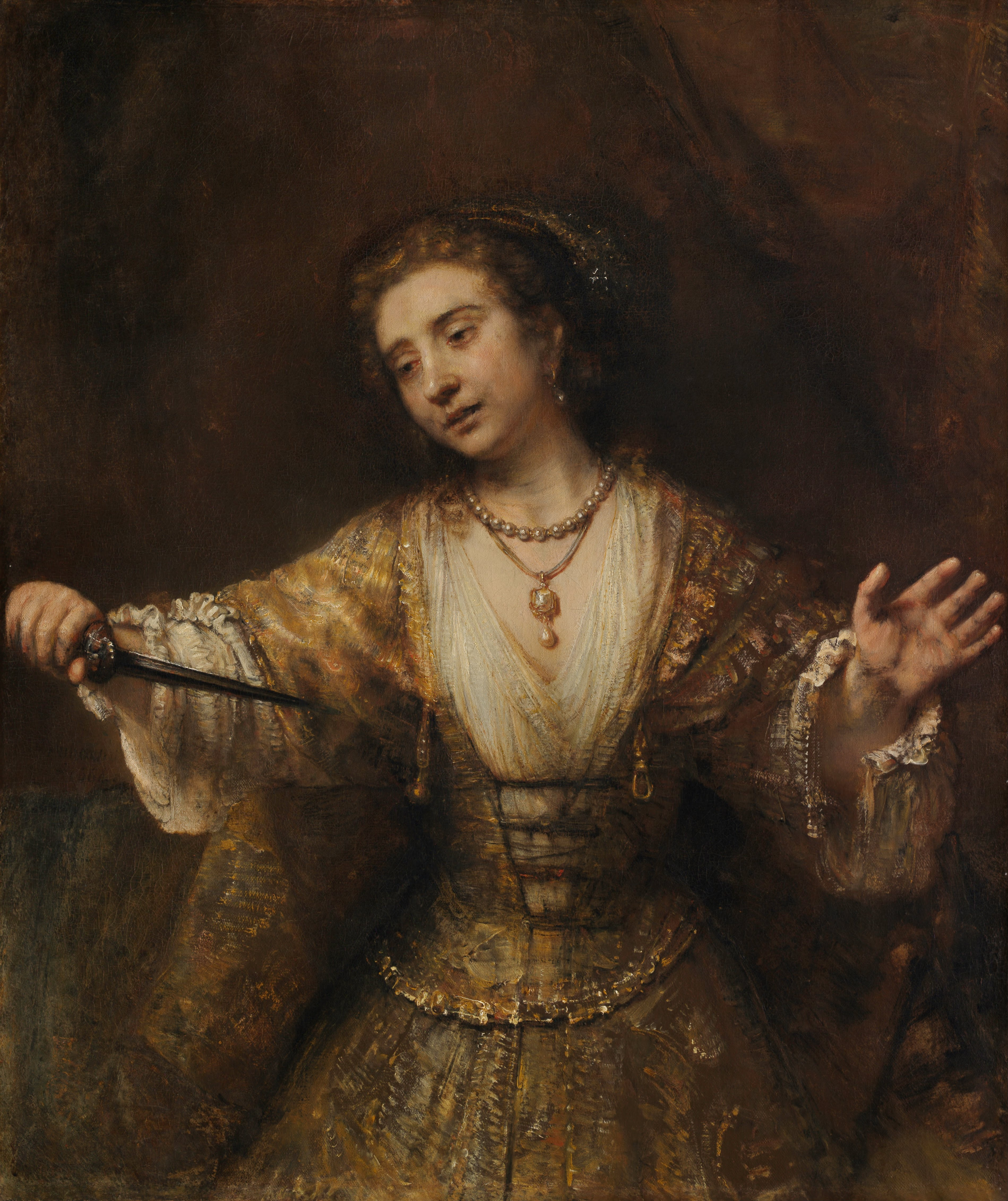
レンブラント・ファン・レイン『ルクレティア』1664年頃
ピーテル・デ・ホーホ 『オランダの中庭』1658年-1660年頃
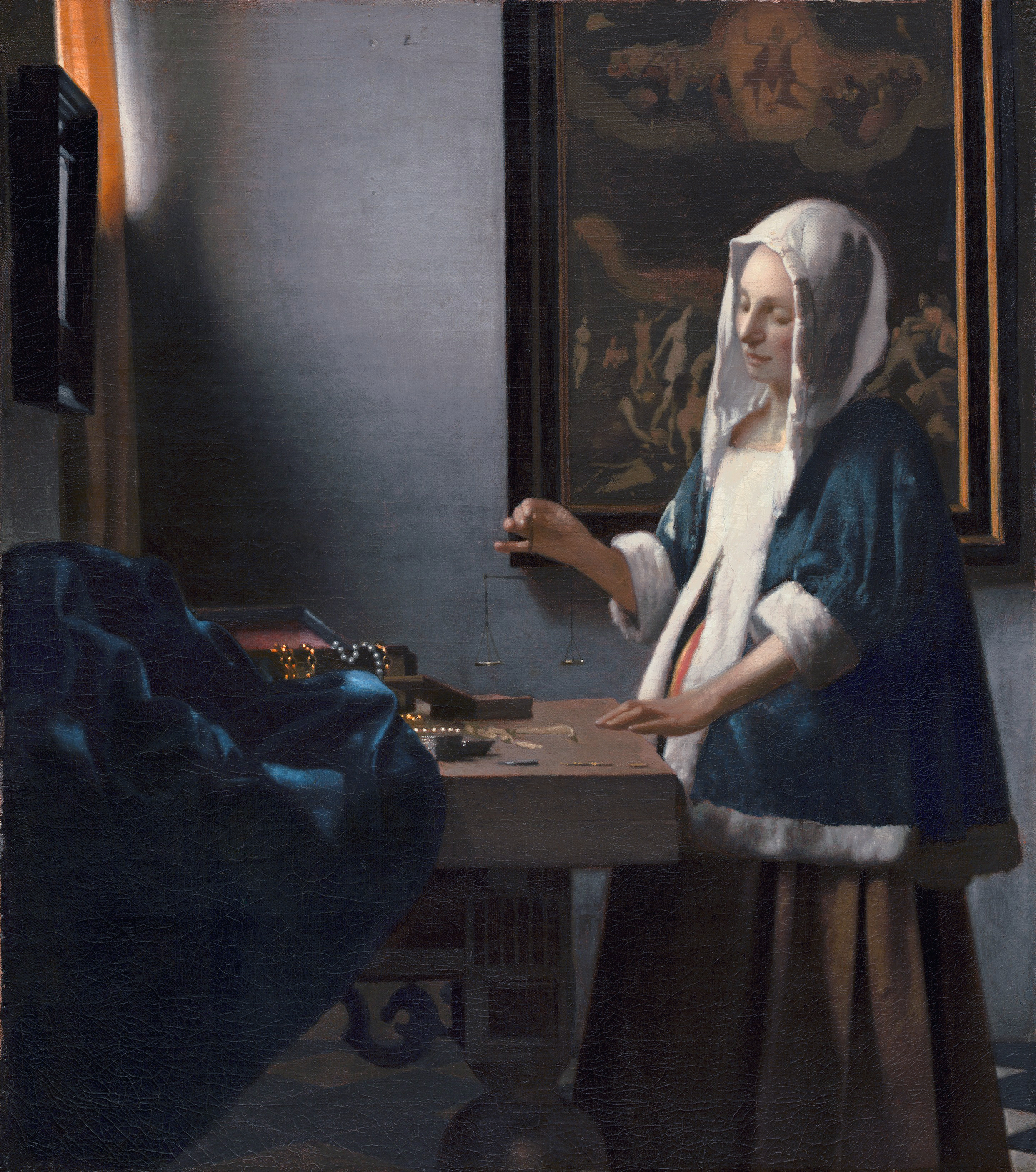
ヨハネス・フェルメール『天秤を持つ女』1664年頃
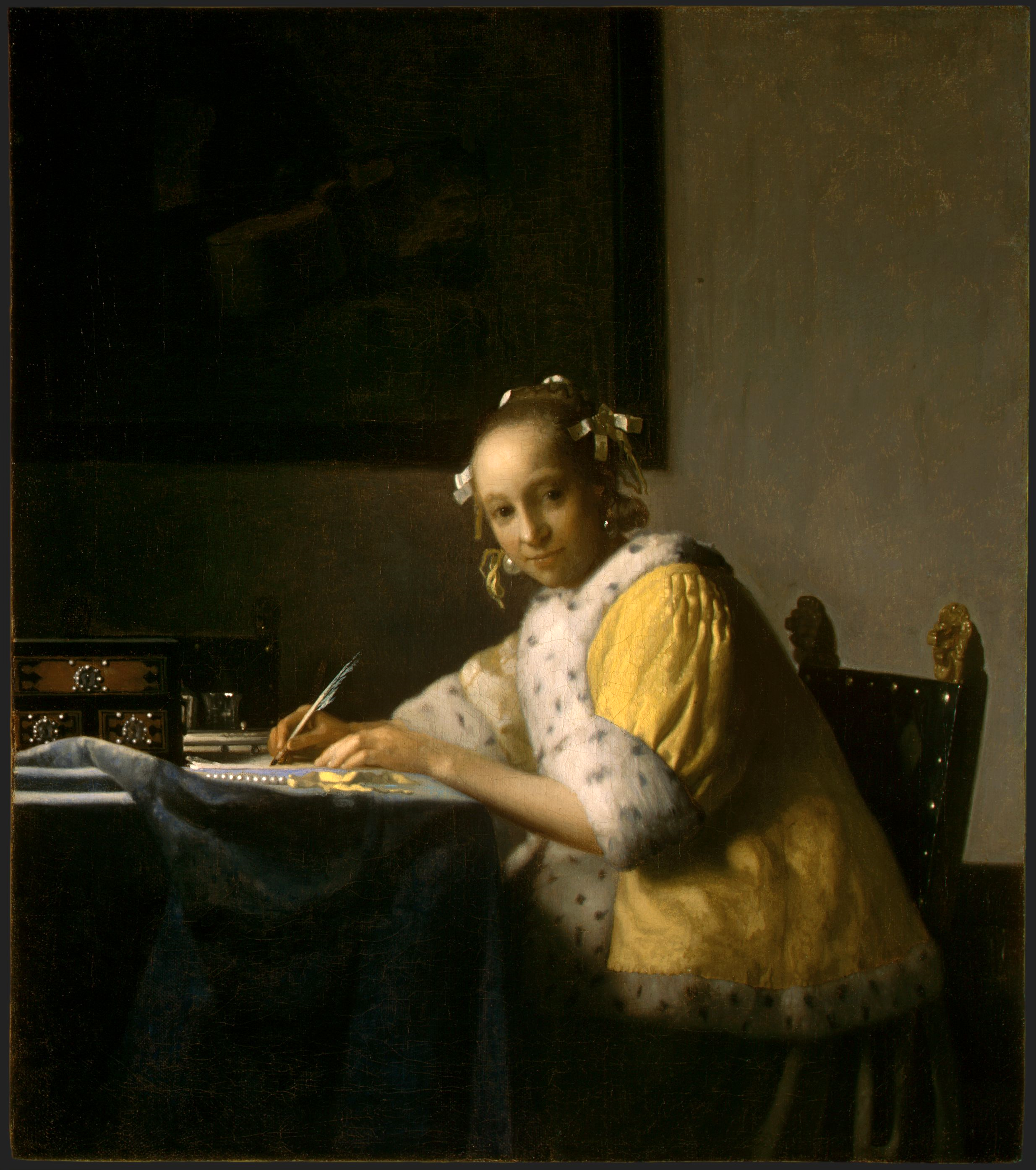
ヨハネス・フェルメール『手紙を書く女』1665年-1666年頃
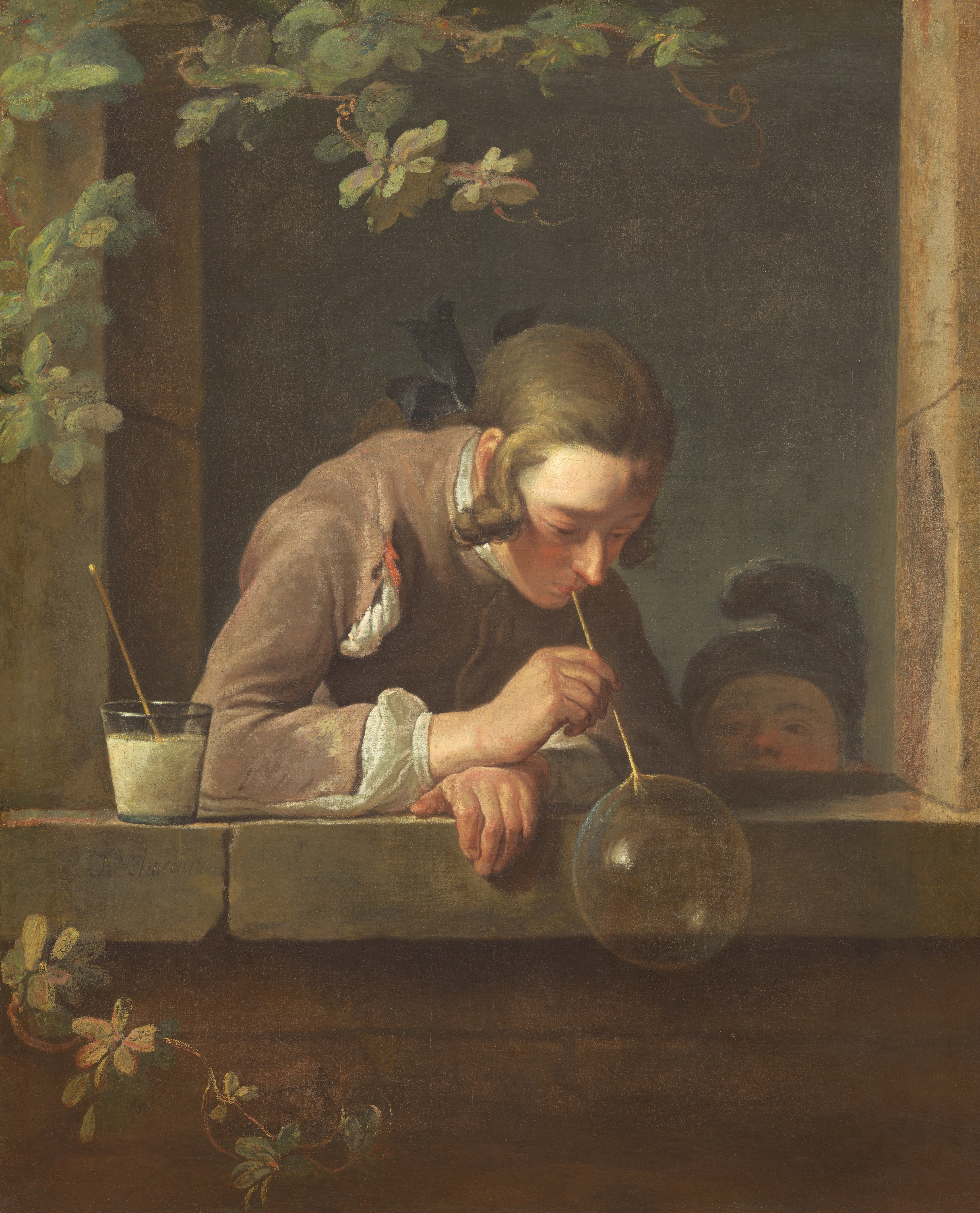
ジャン・シメオン・シャルダン『シャボン玉遊び』1739年以前
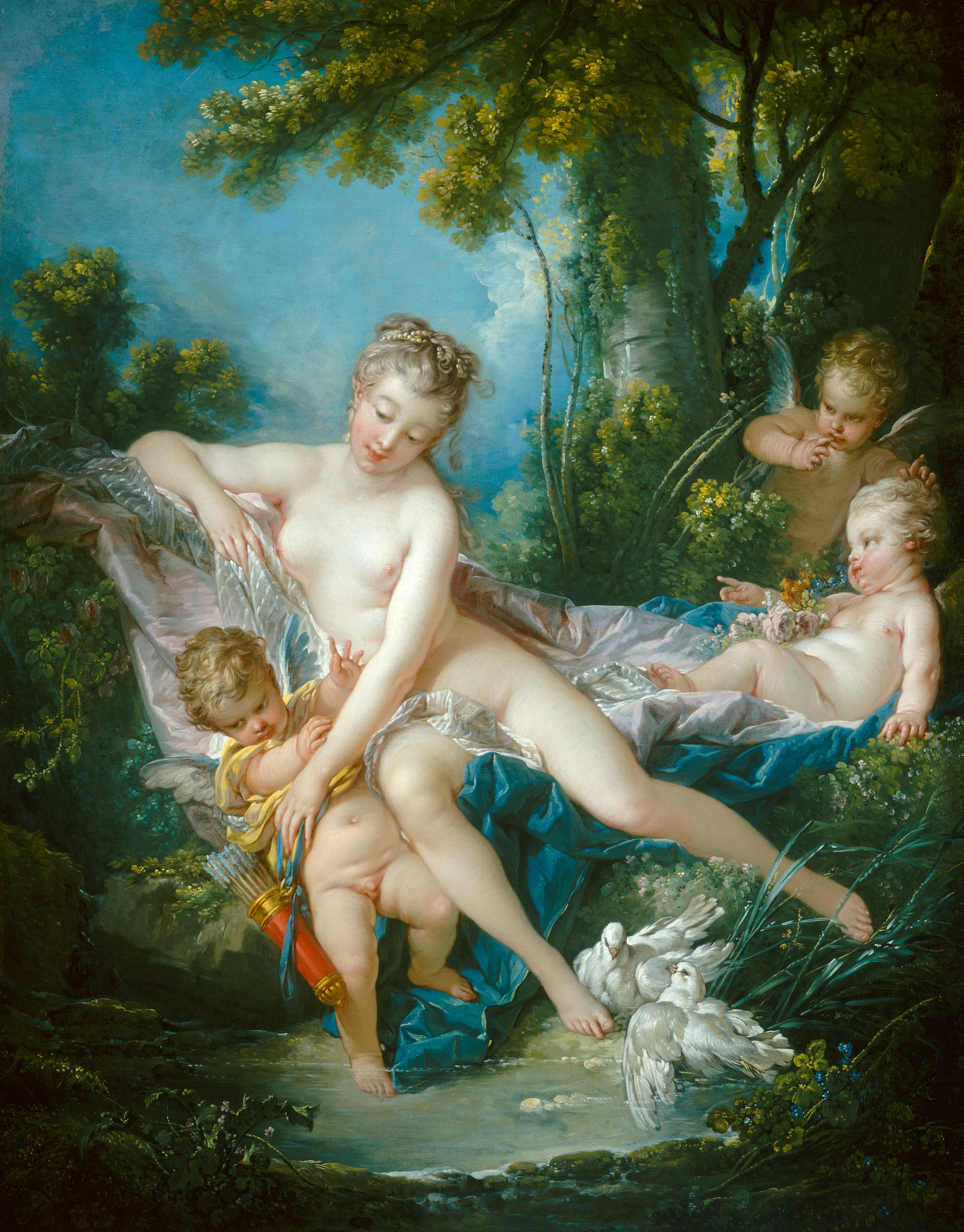
フランソワ・ブーシェ 『ヴィーナスの水浴』1751年
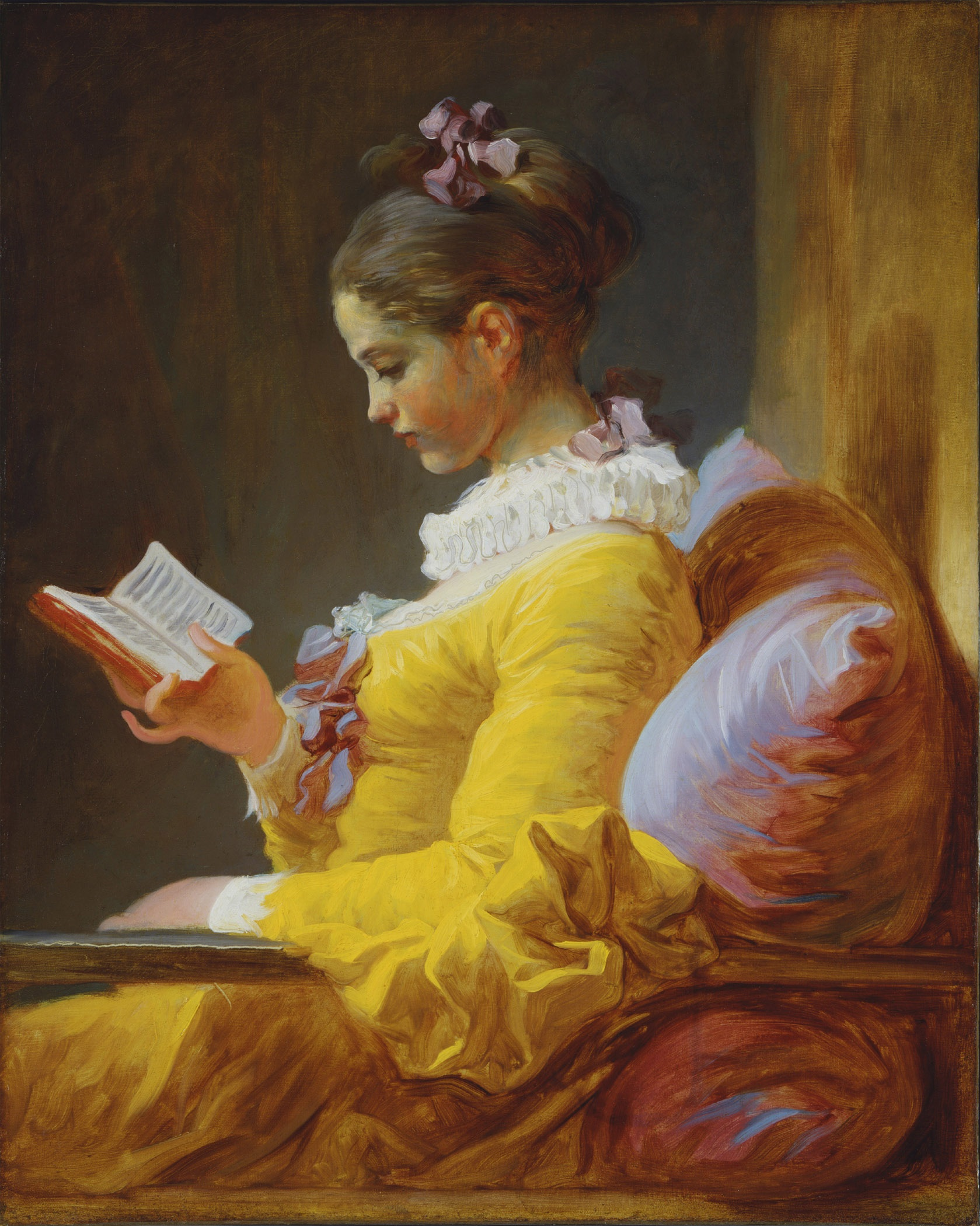
ジャン・オノレ・フラゴナール『読書する娘』1775年頃
フランシスコ・ゴヤ 『ポンテーホス公爵夫人』1786年頃
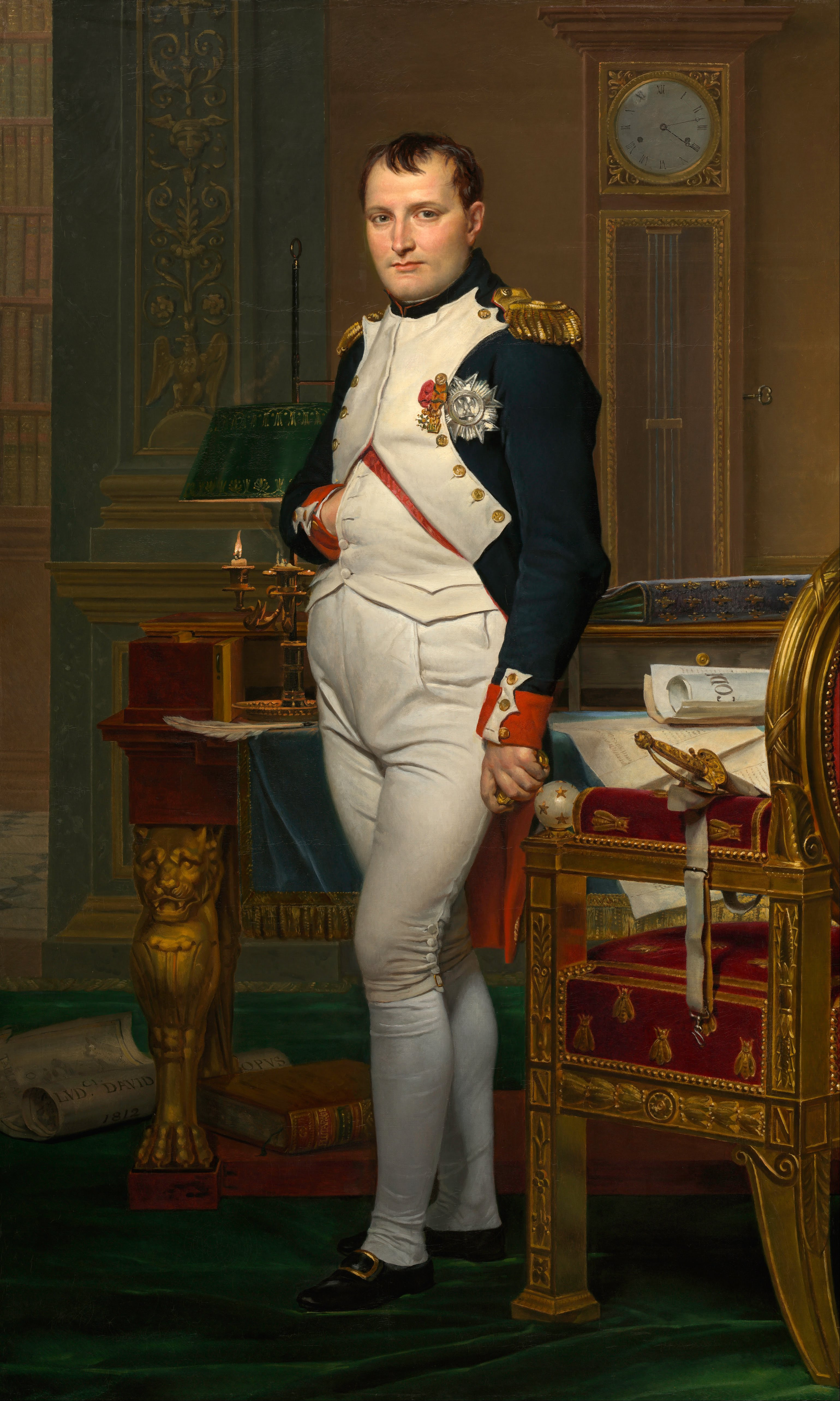
ジャック＝ルイ・ダヴィッド『書斎のナポレオン』（1812年、）
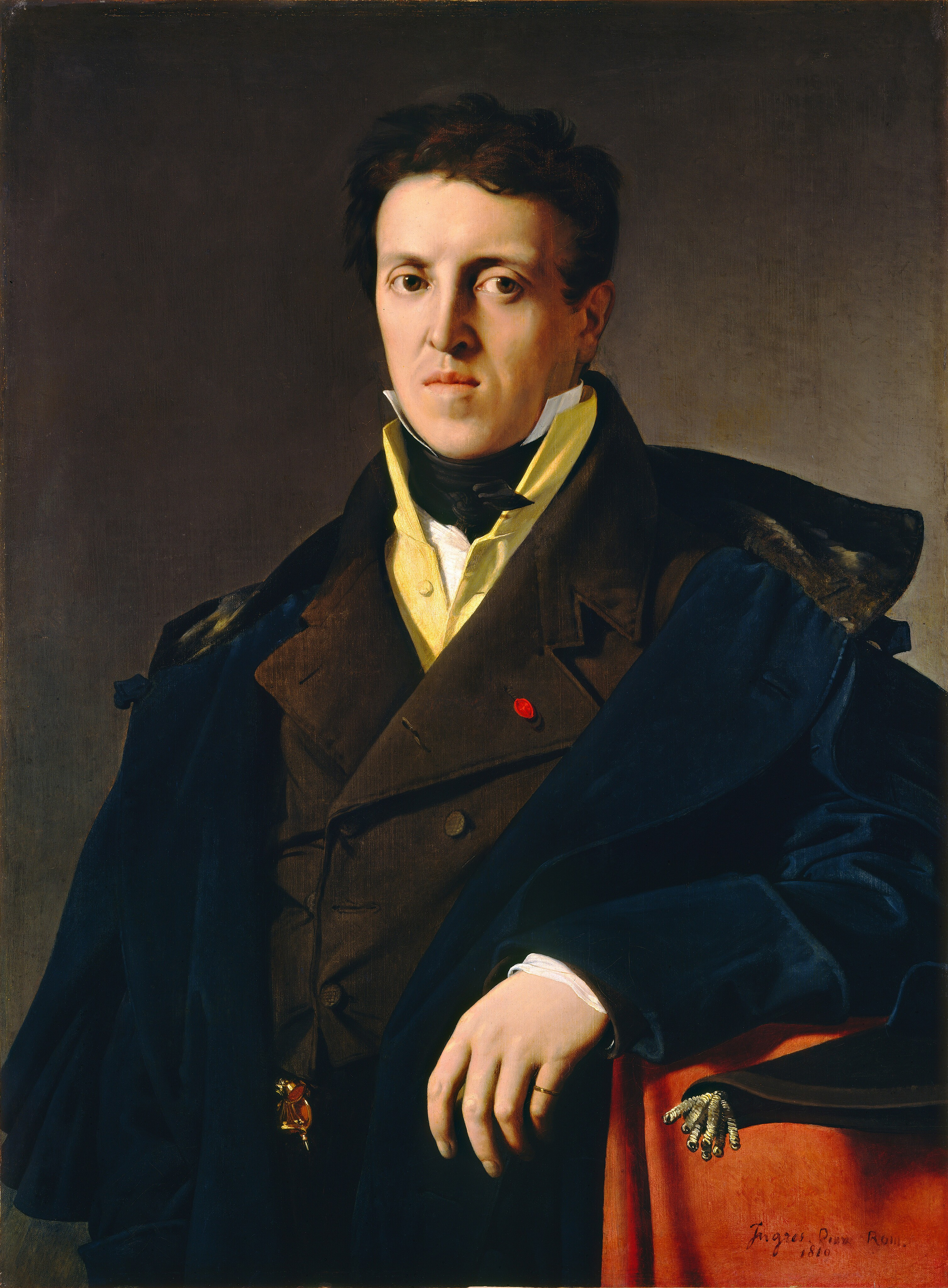
ドミニク・アングル『シャルル・マルコット・ダルジャントゥイユ』1810年
ジェームズ・マクニール・ホイッスラー『白のシンフォニー第1番-白の少女』1862年
エドゥアール・マネ 『鉄道』1873年
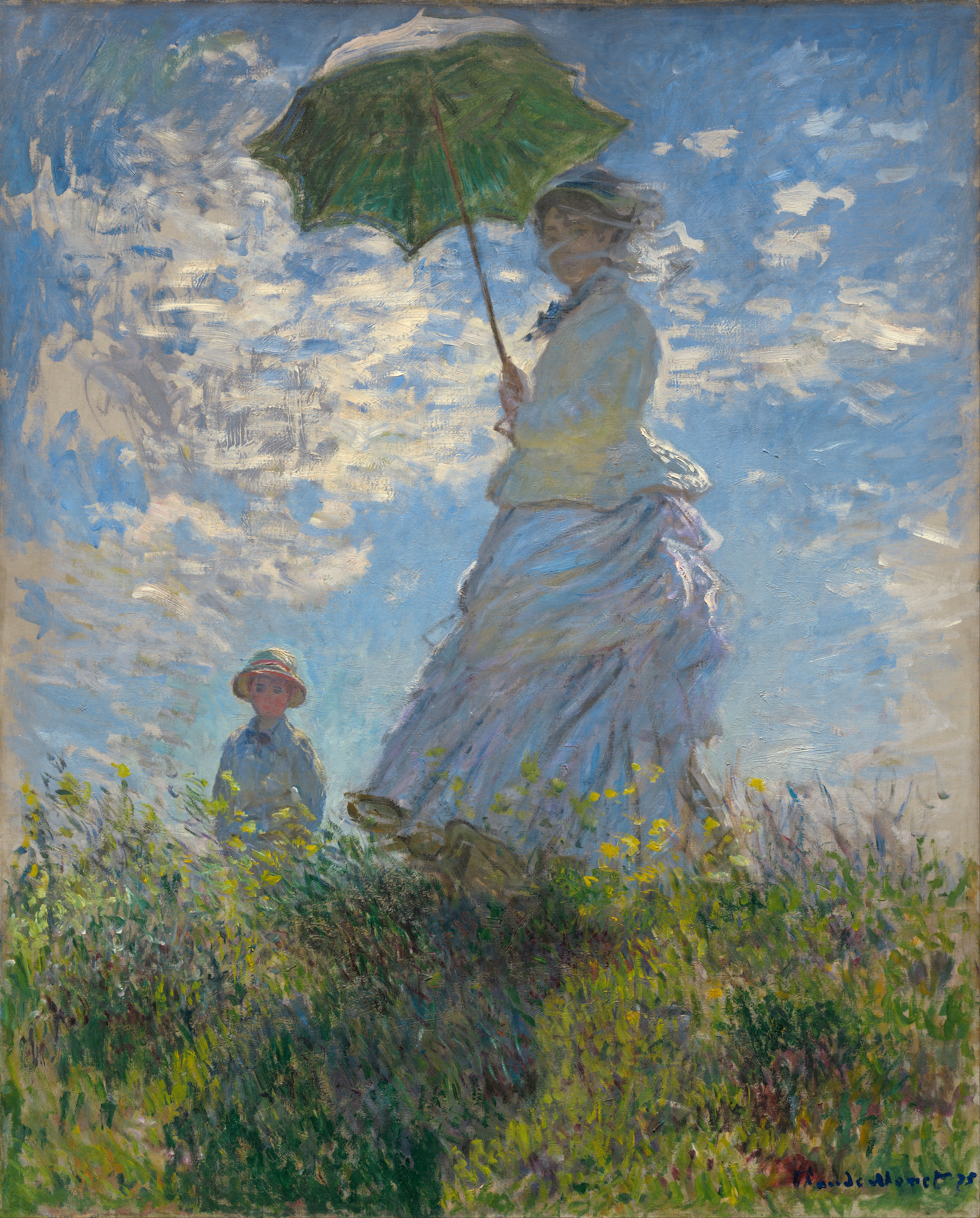
クロード・モネ 『散歩、日傘をさす女性』1875年
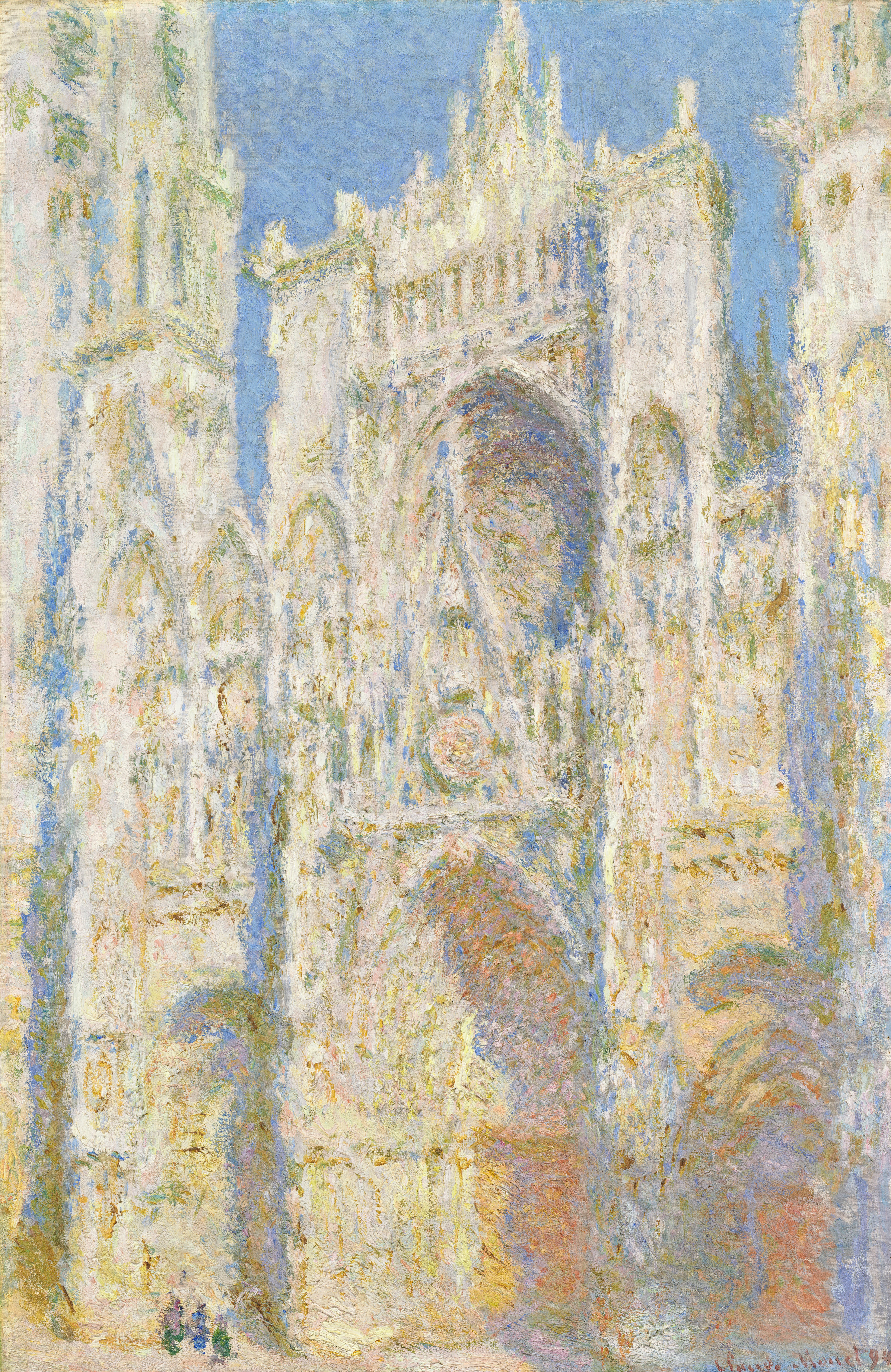
クロード・モネ 『ルーアン大聖堂』1894年
ピエール＝オーギュスト・ルノワール『じょうろを持つ少女』1876年
フィンセント・ファン・ゴッホ『ラ・ムスメ』1888年
フィンセント・ファン・ゴッホ『自画像』1889年
ポール・ゴーギャン 『ファタタ・テ・ミティ』1892年
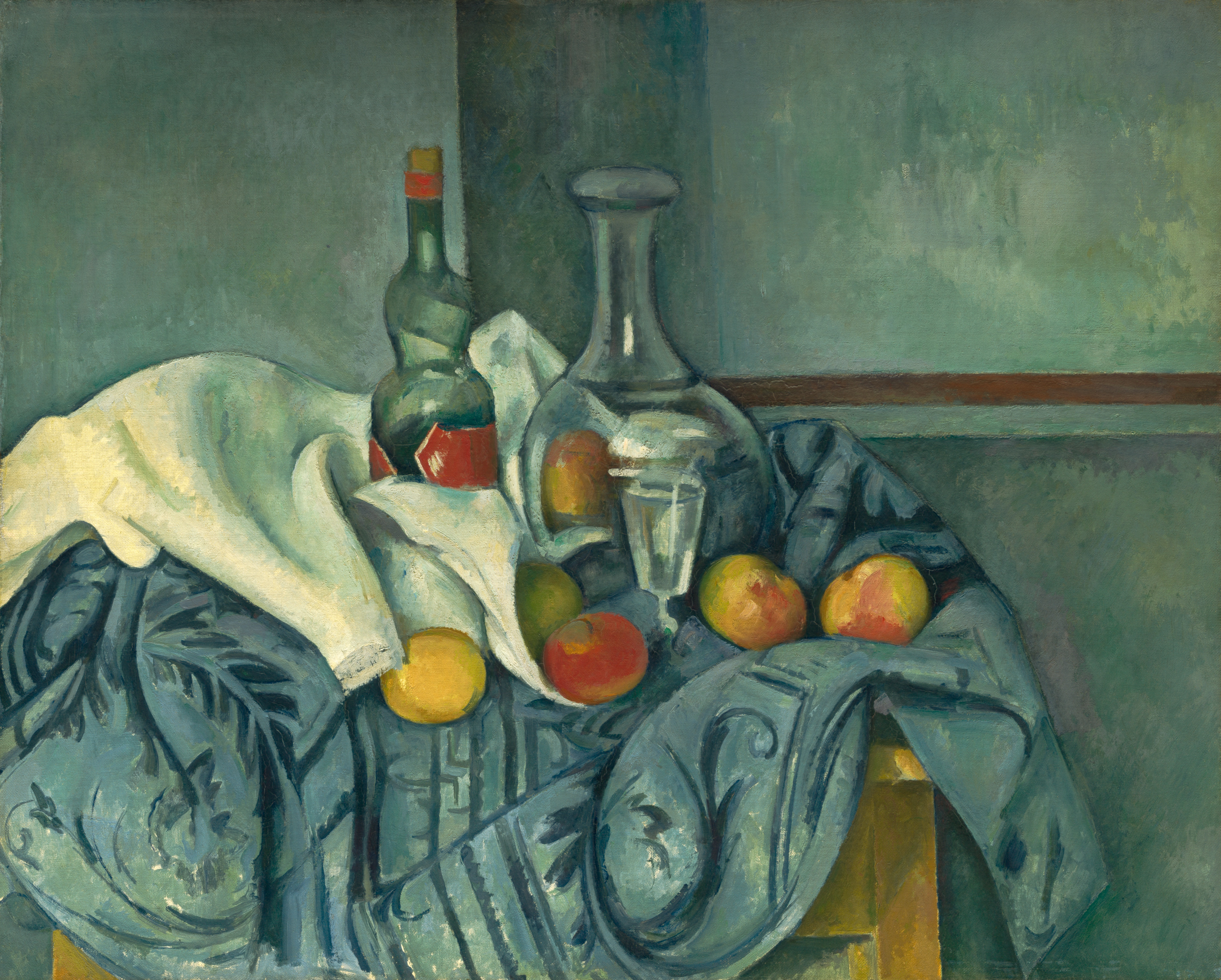
ポール・セザンヌ 『ペパーミント・ボトル』1893-1895年

### アメリカ美術の主なコレクション

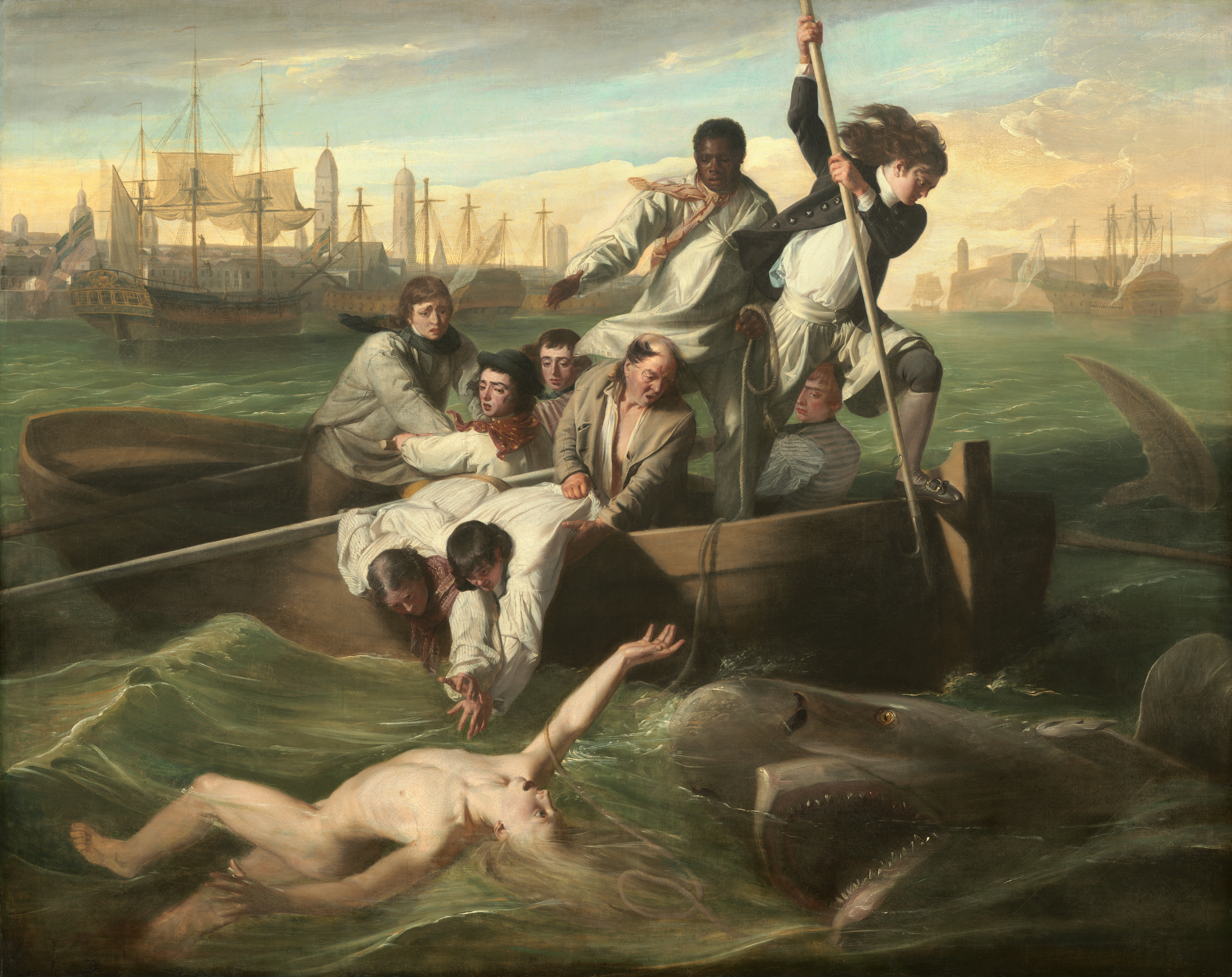
ジョン・シングルトン・コプリー『ワトソンと鮫』1778年
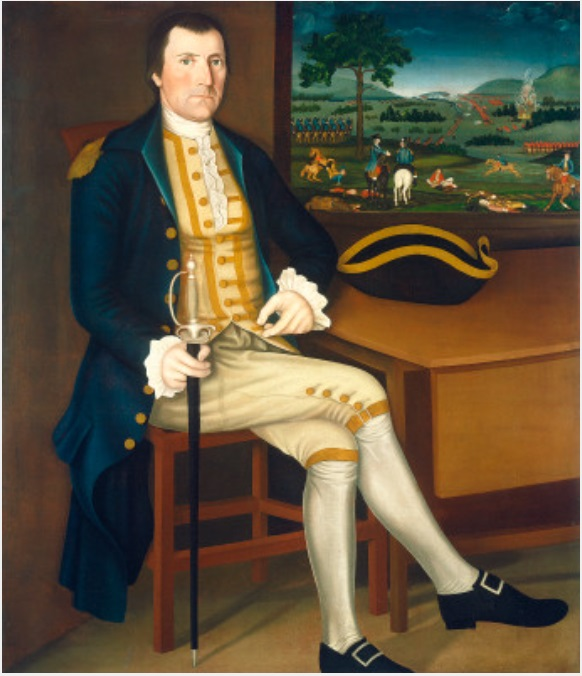
ウィンスロップ・チャンドラー『サミュエル・チャンドラーの肖像』1780年
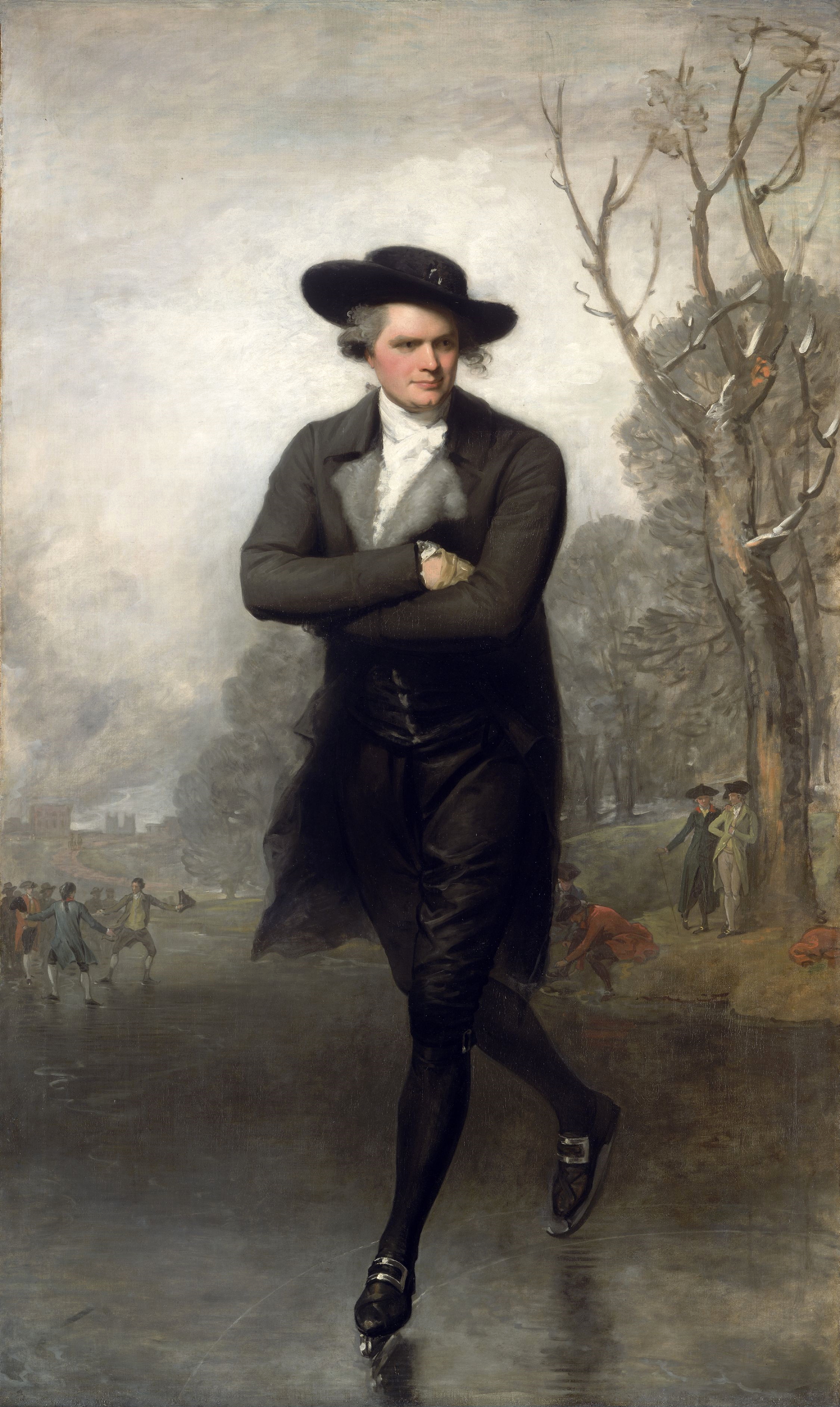
ギルバート・ステュアート『スケーター』1782年
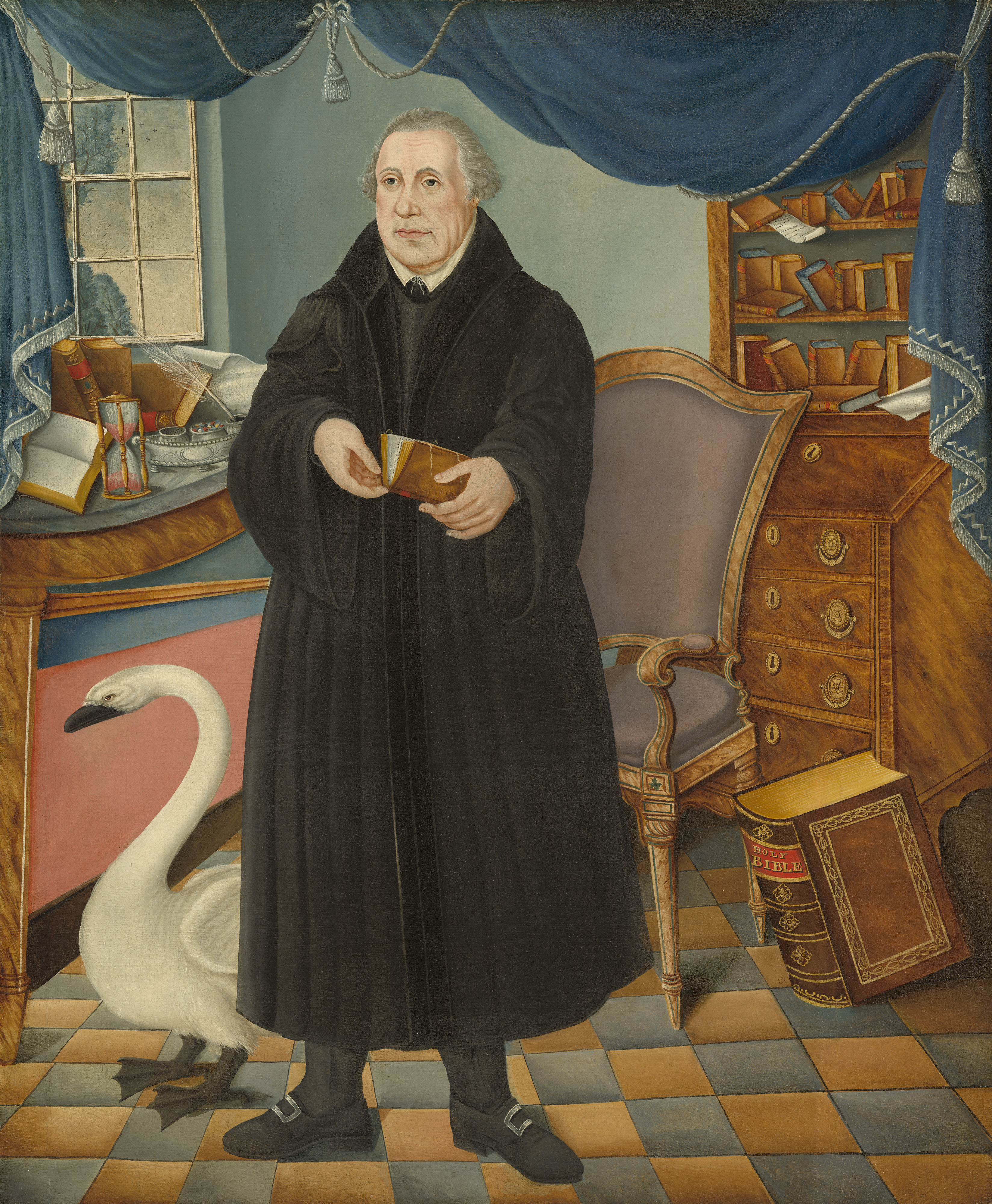
フレデリック・ケメルマイヤー、『マルティン・ルター』1800年頃
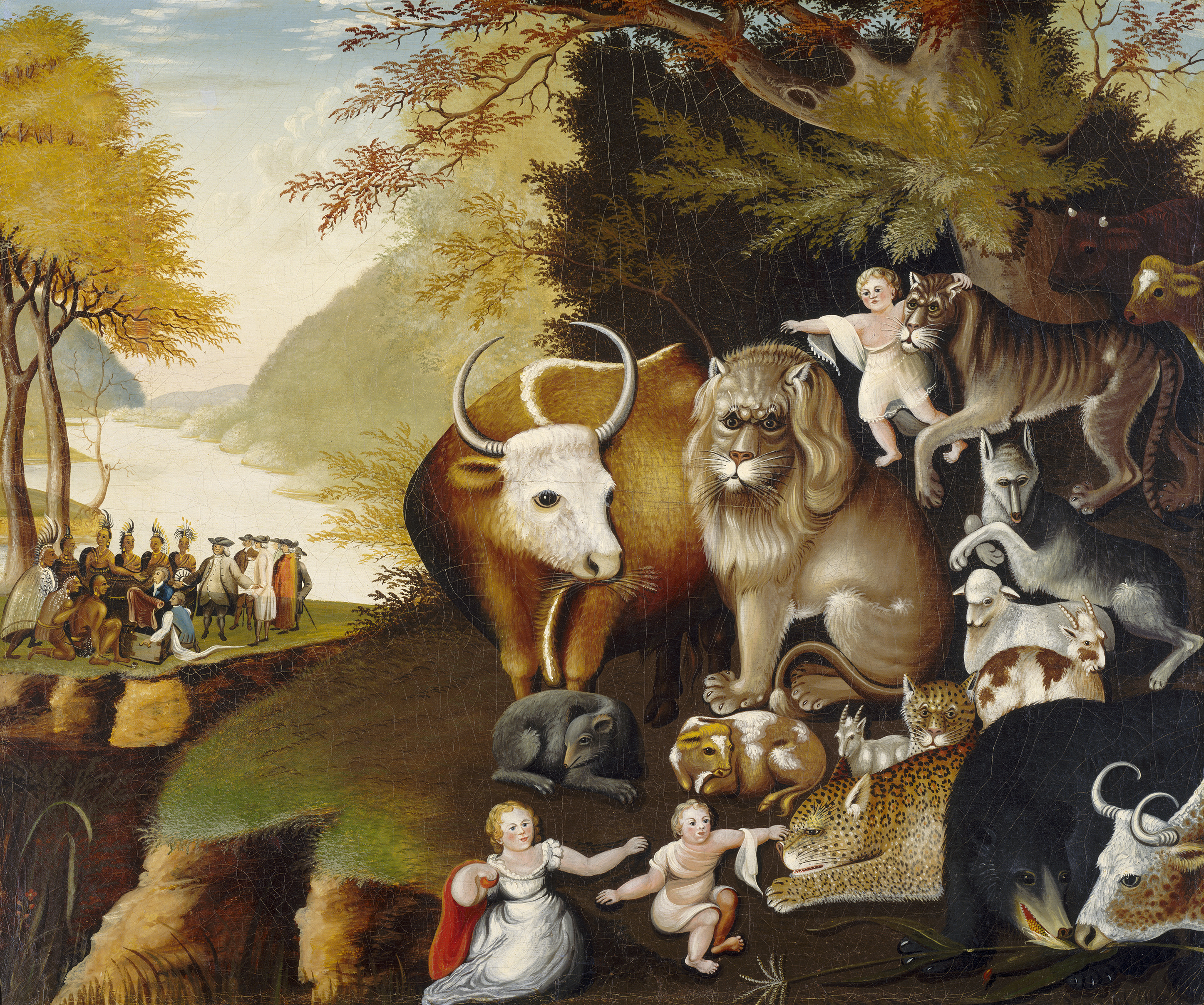
エドワード・ヒックス 『平和な王国』1834年頃
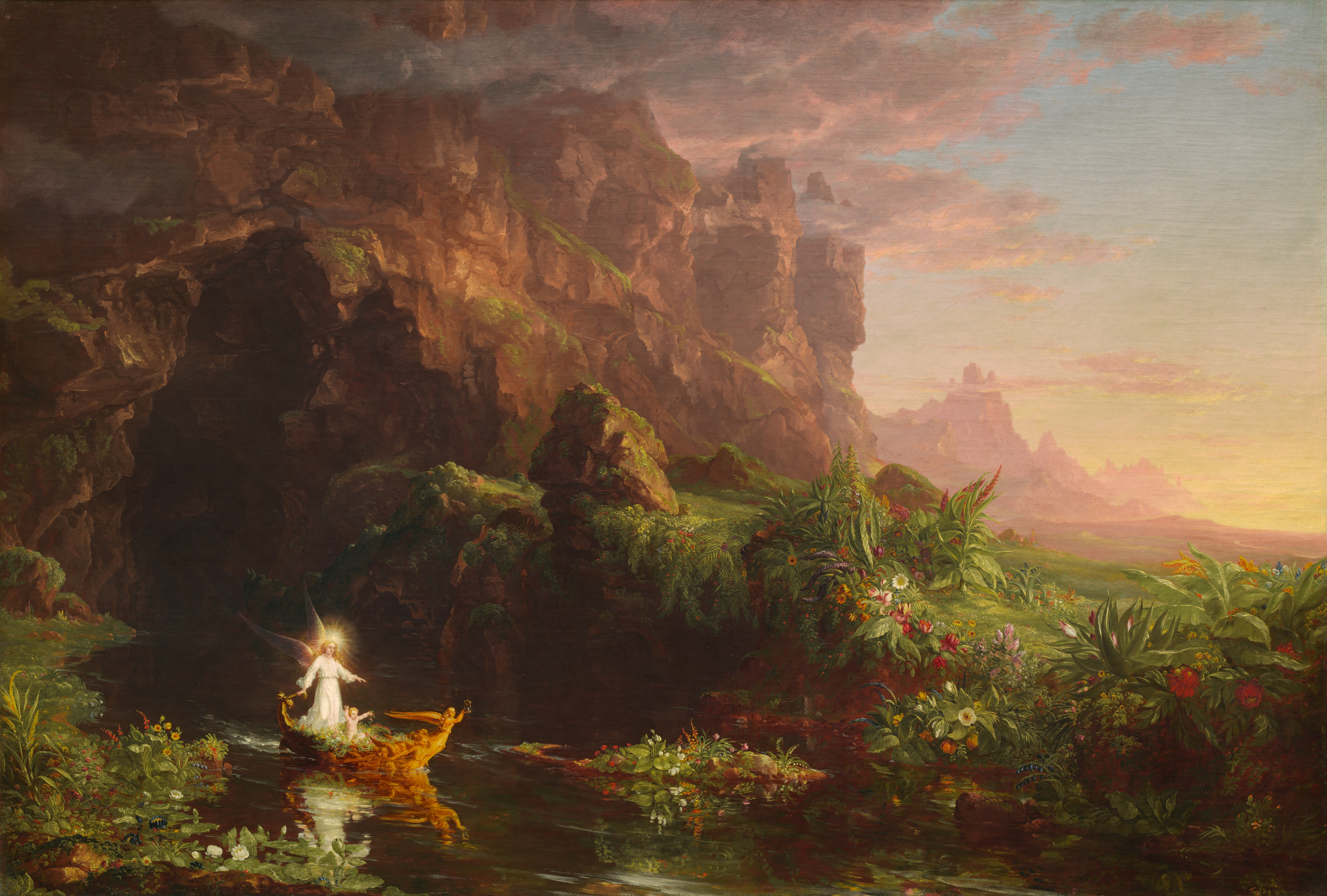
トマス・コール『人生の航路-子供時代』1842年
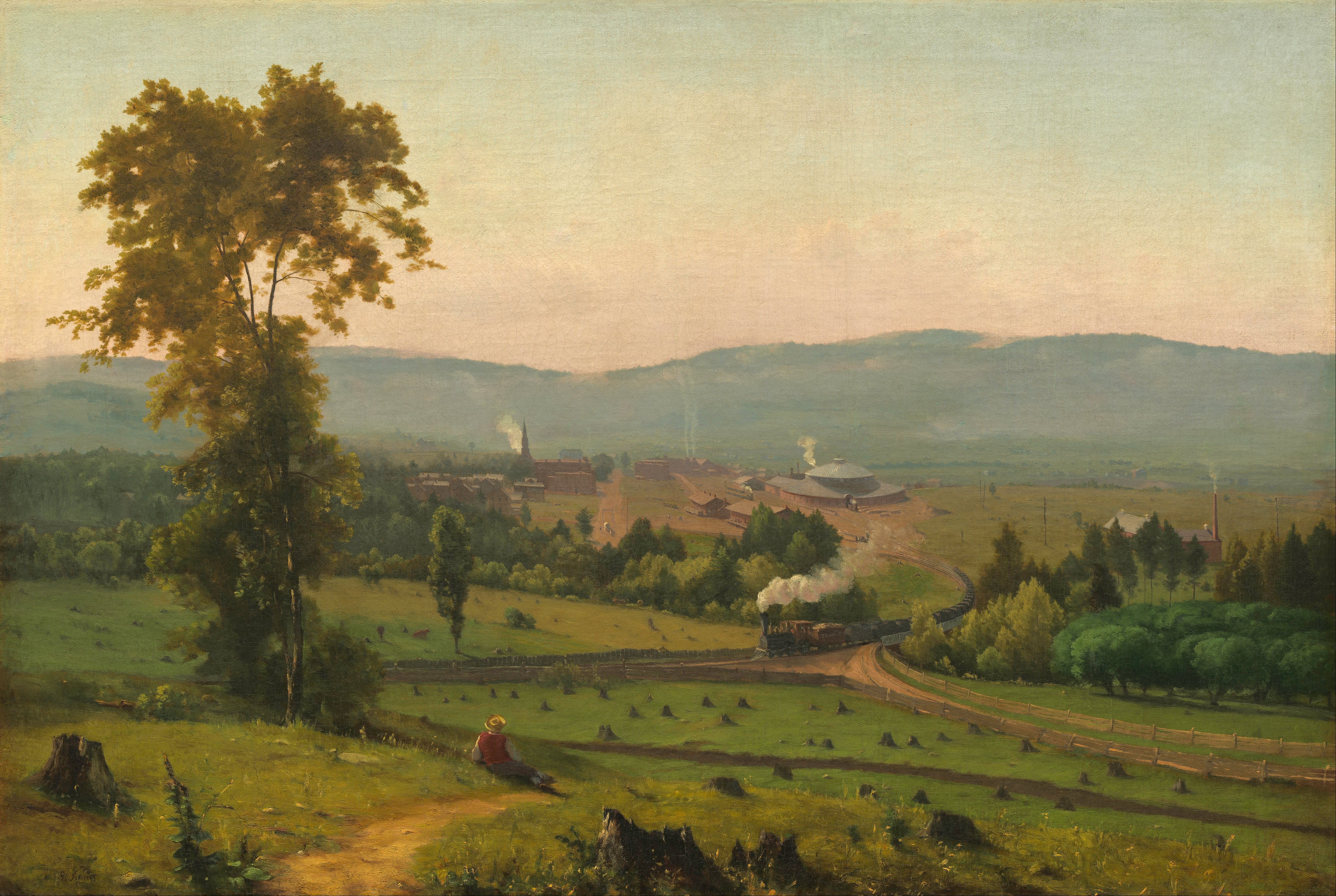
ジョージ・イネス『The Lackawanna Valley』1855年
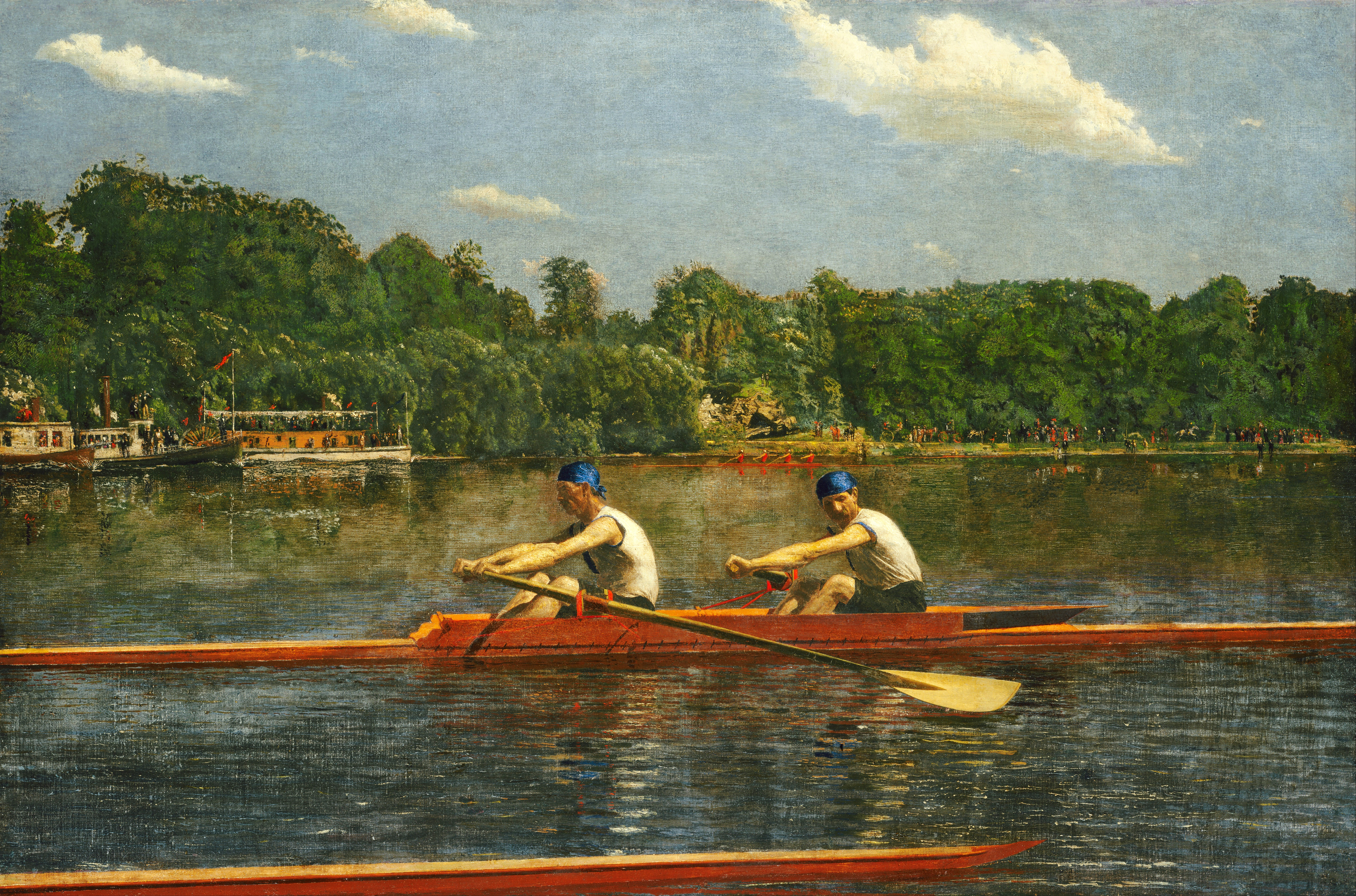
トマス・エイキンズ『The Biglin Brothers Racing』1873年
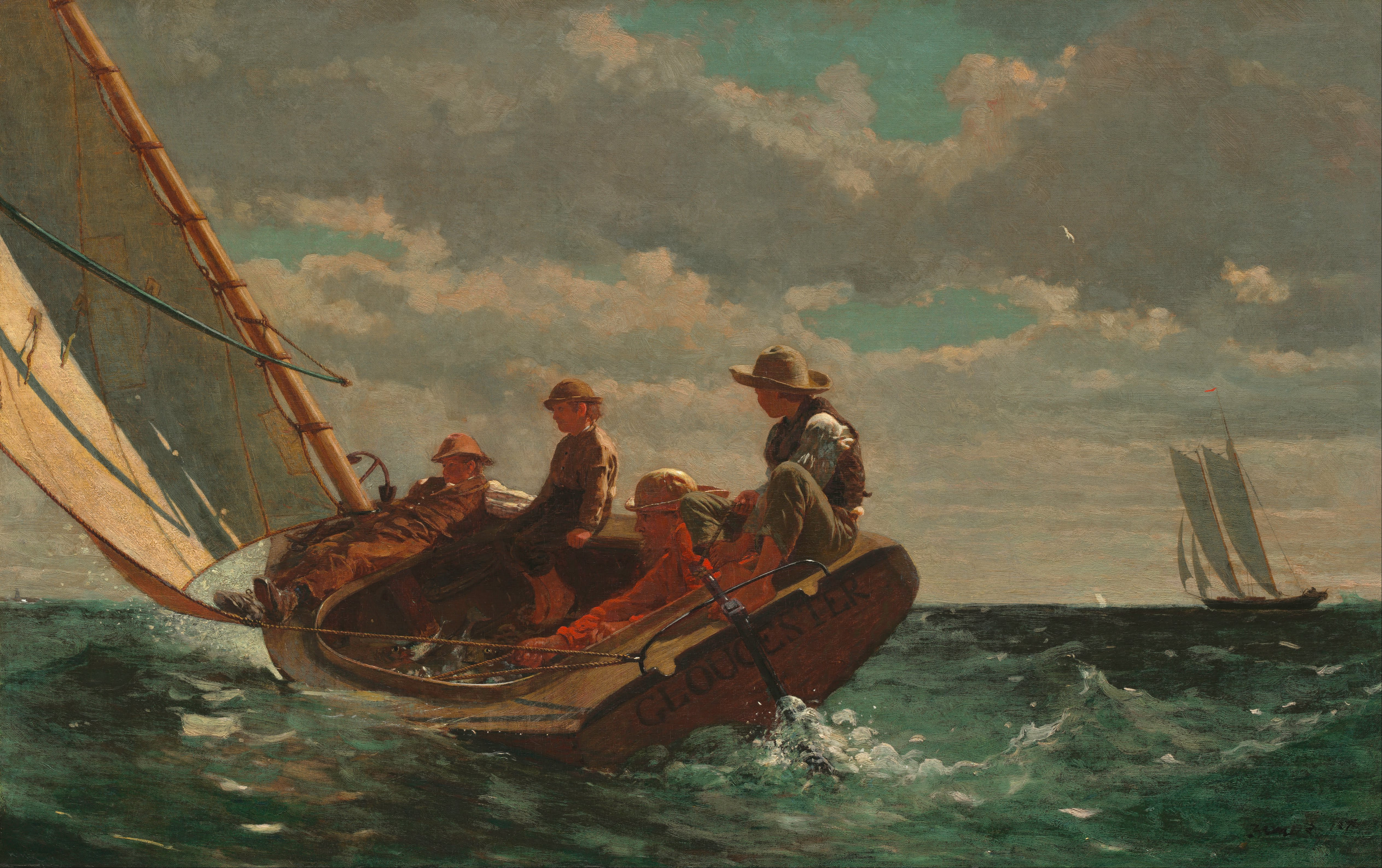
ウィンスロー・ホーマー『Breezing Up』1873年–1876年
ウィリアム・メリット・チェイス『A Friendly Call』1895年
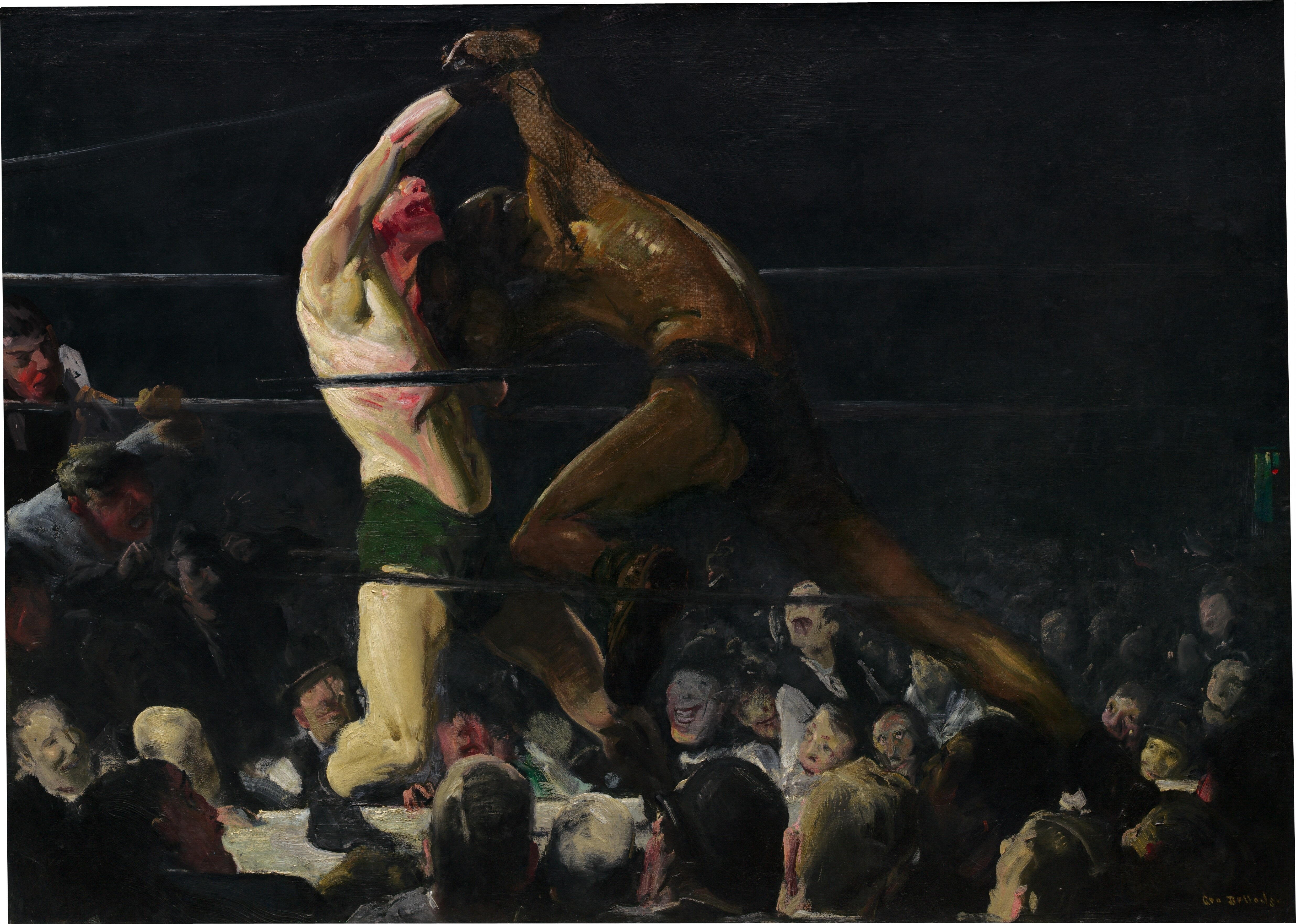
ジョージ・ベローズ『Both Members of This Club』1909年

## 交通アクセス
ワシントンメトロのグリーンラインとイエローラインが乗り入れる「Archives」駅下車。